# Ma che bel castello
Ma che bel castello è stato un programma televisivo italiano per bambini in età prescolare andato in onda su Rai YoYo dall'11 aprile 2011. Dal 1º ottobre 2012 è stata trasmessa una seconda edizione.
La trasmissione era prodotta da Rai Ragazzi in collaborazione con la Federazione Italiana Scuole Materne (FISM). Ogni puntata era dedicata a un grande artista e nel corso del programma, a cui partecipava Oreste Castagna, venivano raccontate storie ed eseguiti lavoretti manuali per educare i bambini alla creatività.